# Kelčský Javorník
Kelčský Javorník är ett berg i Tjeckien.   Det ligger i regionen Zlín, i den östra delen av landet, 250 km öster om huvudstaden Prag. Toppen på Kelčský Javorník är 856 meter över havet.
Terrängen runt Kelčský Javorník är kuperad åt sydost, men åt nordväst är den platt. Kelčský Javorník är den högsta punkten i trakten. Runt Kelčský Javorník är det ganska tätbefolkat, med 75 invånare per kvadratkilometer. Närmaste större samhälle är Vsetín, 18,0 km öster om Kelčský Javorník. I omgivningarna runt Kelčský Javorník växer i huvudsak blandskog.